# ŽKK Ragusa PGM Dubrovnik
ŽKK Ragusa  je hrvatski ženski košarkaški klub iz Dubrovnika. Sjedište je na adresi Liechtensteinov put 10, Dubrovnik.
Klub dugi niz godina igra prvu Hrvatsku žensku ligu gdje ostvaruje respektabilne rezultate. Također je tri puta je bio u finalu Kupa „Ružice Meglaj Rimac”.